# POPO (通訊軟體)
POPO（又称：网易POPO、泡泡、网易泡泡），是网易推出的即时通讯软件，支持即时文字聊天、语音通话、视频对话、文件断点续传等基本即时通讯功能，提供邮件提醒、多人兴趣组、在线及本地音乐播放、网络电台、发送网络多媒体文件、网络文件共享、自定义软件皮肤等多种功能，并可与移动通讯终端等多种通讯方式相连。